# Lycurus setosus
Lycurus setosus är en gräsart som först beskrevs av Thomas Nuttall, och fick sitt nu gällande namn av Charlotte Goodding Reeder. Lycurus setosus ingår i släktet Lycurus och familjen gräs. Inga underarter finns listade i Catalogue of Life.